# Cornisa (espeleotema)

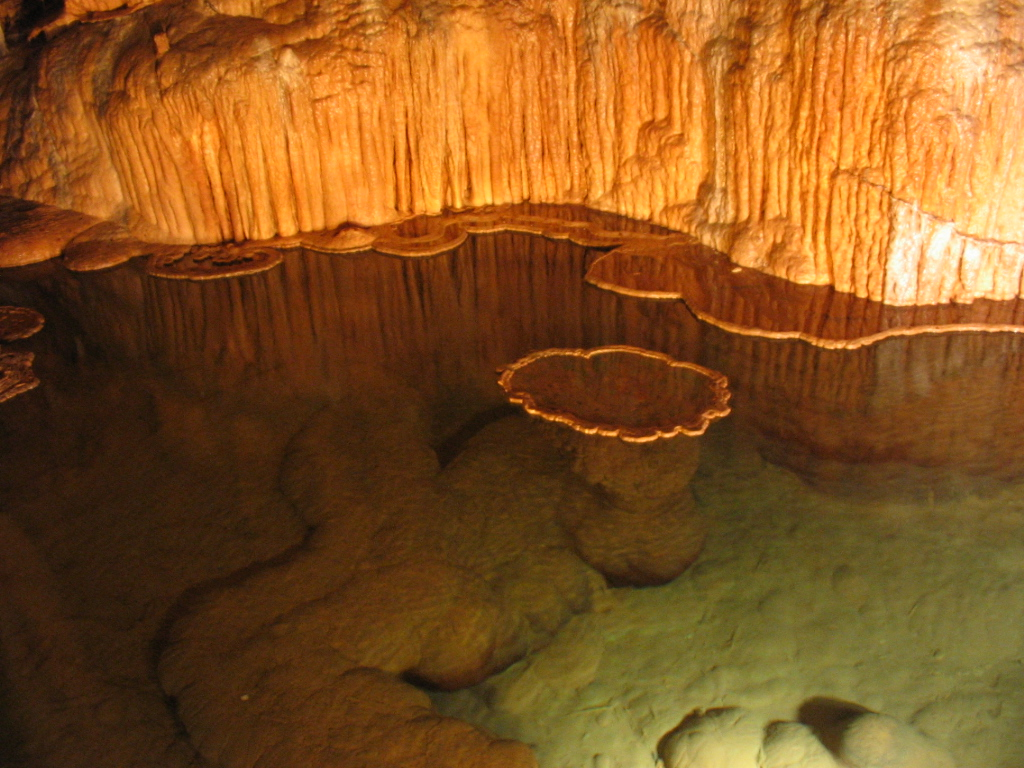
Cornises de la cova Onondaga, Missouri, EUA

Una cornisa o relleix és un espeleotema pla que apareix associat als vorells dels gours o que voreja, ella mateixa, d'altres espeleotemes parcialment submergits dins les aigües dels gours. La seva gruixa pot ser molt variable i depèn del temps i la freqüència amb què es manté un nivell d'immersió més o manco estable emplenant el gour. El contorn en planta és gairebé sempre curvilini, i en alguns casos amb forma de mitja lluna, però pot mostrar moltes irregularitats. En alguns casos extrems el creixement continuat d'aquest tipus d'espeleotemes pot ocasionar el tancament quasi complet del gour amb una crosta cristallina i translúcida. Altres varietats de cornises es presenten al voltant d'una columna o d'una estalagmita donant lloc a palmatòries, o bé destaquen com a grans estructures circulars en forma de plats, les quals creixen a partir d'aquells punts que sobresurten per damunt del nivell màxim del gour, de manera que la part inferior del plat roman llarg temps mitjà submergit dins les aigües que l'emplenen temporalment. Habitualment, les superfícies superiors de les cornises són llises, mentre que les superfícies interiors es caracteritzen pel desenvolupament de diverses microformes de recobriment constituïdes per coral·loides o macrocristalls de calcita que li donen una aparença molt més rugosa i fins i tot aspra.